# جایزه اولاف پالمه
بنیاد اولاف پالمه (به سوئدی: Olof Palme) در سال ۱۹۸۷ برای ایجاد تفاهم بین‌المللی و امنیت مشترک، و با گرامیداشت تلاش‌های بشردوستانهٔ اولاف پالمه، نخست‌وزیر سوئد تأسیس شد.
اولاف پالمه از سال ۱۹۶۹ تا ۱۹۸۶ رهبر حزب سوسیال دمکرات سوئد بود و دو دوره نخست‌وزیر شد و در سال ۱۹۸۶ ترور و کشته شد.

## جایزه اولاف پالمه
هر سال در سالگرد تولد پالمه (برابر با ۳۰ ژانویه)، «جایزه اولاف پالمه» به فرد یا افرادی اهدا می‌شود که در جهت اهداف بشردوستانه و ترقی‌خواهانه فعالیت داشته باشند.
نخستین جایزه پالمه در سال ۱۹۸۷، به خاطر مبارزات کارگران سیاه‌پوست اتحادیهٔ کارگران معدنکار آفریقای جنوبی برای دستیابی به حقوق و ارزش‌های انسانی، به سیریل راماپوسا، رهبر این اتحادیه اهدا شد. در سال ۲۰۰۷ نیز جایزه به پروین اردلان از ایران به دلیل تلاش موفق او در برابریِ حقوقیِ زنان و مردان در ایران تعلق گرفت.

## برندگان جایزه پالمه[۲]
| سال  | فرد یا نهاد برگزیده                      | ملیت                  |
| ---- | ---------------------------------------- | --------------------- |
| ۱۹۸۷ | سیریل راماپوسا                           | آفریقای جنوبی         |
| ۱۹۸۸ | خاویر پرز دکوئیار                        | پرو                   |
| ۱۹۸۹ | واتسلاو هاول                             | جمهوری چک             |
| ۱۹۹۰ | هارلم دسئیر                              | فرانسه                |
| ۱۹۹۰ | اس او اس راسیسم                          | فرانسه                |
| ۱۹۹۱ | سازمان عفو بین‌الملل                      |                       |
| ۱۹۹۲ | آرزو عبداله‌یوا                           | جمهوری آذربایجان      |
| ۱۹۹۲ | آناهیت بایندور                           | ارمنستان              |
| ۱۹۹۳ | تشکیلات دانشجویان برای سارایو            | بوسنی و هرزگوین       |
| ۱۹۹۴ | وئی ژنگشنگ                               | چین                   |
| ۱۹۹۵ | سازمان جوانان فلسطینی الفتح              | فلسطین                |
| ۱۹۹۵ | سازمان جوانان لیبرال اسرائیل             | اسرائیل               |
| ۱۹۹۶ | بروس هریس                                | آمریکای مرکزی         |
| ۱۹۹۶ | کازا آلیانزا                             | آمریکای مرکزی         |
| ۱۹۹۷ | سلیمه غزالی                              | الجزایر               |
| ۱۹۹۸ | سازمان گزارشگران مستقل                   | یوگسلاوی سابق         |
| ۱۹۹۹ | کردو باکسی                               | سوئد                  |
| ۲۰۰۰ | بریان استیونسون                          | ایالات متحده آمریکا   |
| ۲۰۰۱ | فضل حسن عابد                             | بنگلادش               |
| ۲۰۰۲ | حنان عشراوی                              | فلسطین                |
| ۲۰۰۳ | هانس بلیکس                               | سوئد                  |
| ۲۰۰۴ | لودمیا آلکسویا                           | روسیه                 |
| ۲۰۰۴ | سرگئی کووالوف                            | روسیه                 |
| ۲۰۰۴ | آنا بولیتکوساکایا                        | روسیه                 |
| ۲۰۰۵ | دائو آونگ سان سو کی                      | میانمار               |
| ۲۰۰۶ | کوفی عنان دبیرکل وقت سازمان ملل متحد     | غنا                   |
| ۲۰۰۶ | مسعاد محمدعلی                            | سودان                 |
| ۲۰۰۷ | پروین اردلان                             | ایران                 |
| ۲۰۰۸ | دنیس موک‌وگه                              | جمهوری دموکراتیک کنگو |
| ۲۰۰۹ | کارستن ینسن                              | دانمارک               |
| ۲۰۱۰ | ایاد السراج                              | فلسطین                |
| ۲۰۱۱ | روبرتو ساویانو                           | ایتالیا               |
| ۲۰۱۱ | لیدیا کاچو                               | مکزیک                 |
| ۲۰۱۲ | راضیه نصرایی                             | تونس                  |
| ۲۰۱۲ | ولید ابوالخیر                            | عربستان سعودی         |
| ۲۰۱۳ | رزا تایکون                               | سوئد                  |
| ۲۰۱۴ | سو یواو                                  | چین                   |
| ۲۰۱۵ | متری راهب                                | فلسطین                |
| ۲۰۱۵ | جدعون لوی                                | اسرائیل               |
| ۲۰۱۶ | اسپیریدون گالینوس                        | یونان                 |
| ۲۰۱۶ | جویس نیکولینی                            | ایتالیا               |
| ۲۰۱۷ | هدی فراید                                | سوئد                  |
| ۲۰۱۷ | امریش راث                                | سوئد چکسلواکی         |
| ۲۰۱۸ | دانیل السبرگ                             | ایالات متحده آمریکا   |
| ۲۰۱۹ | جان لوکاره                               | بریتانیا              |
| ۲۰۲۰ | بنیاد شبکه جهانی زندگی سیاهان اهمیت دارد | [[\|]]                |
| ۲۰۲۲ | Patricia Gualinga                        | اکوادور               |
| ۲۰۲۳ | Marta Chumalo                            |                       |
| ۲۰۲۳ | Eren Keskin                              | ترکیه                 |
| ۲۰۲۳ | نرگس محمدی                               | ایران                 |